# Stae
Stae er en by i det sydlige Vendsyssel med 366 indbyggere  (2024), beliggende 3 km nordvest for Vester Hassing, 7 km sydøst for
Vodskov, 7 km nordvest for Gandrup og 14 km nordøst for Aalborg. Byen hører til Aalborg Kommune og ligger i Region Nordjylland. I 1970-2006 hørte byen til Hals Kommune, hvor Gandrup var kommunesæde.
Stae hører til Vester Hassing Sogn. Vester Hassing Kirke ligger i Vester Hassing. Nordjyllandsværket ligger 3 km sydvest for Stae.

## Faciliteter
Stae Borgerforening står for udlejning af Stae Borgerhus, der har plads til 100 gæster. Desuden benytter Staes indbyggere faciliteterne i Vester Hassing, bl.a. Vester Hassing Skole og Vester Hassing Gymnastikforening. Der er cykelsti langs vejen mellem de to byer.

## Historie
Byens historiske tilhørsforhold er Kær Herred i Aalborg Amt.

### Navnet
På det høje målebordsblad hedder stedet Staa, som også dukker op på kort og i køreplaner fra 1900-tallet. Det har ikke skullet udtales med "å", men med langt "a". På det lave målebordsblad hedder byen Stade.

### Jernbanen
Stae havde billetsalgssted på Sæbybanen mellem Nørresundby og Frederikshavn (1899-1968). Det lå 1 km nord for den daværende landsby, som havde adgang til det ad en markvej. Længe før nedlæggelsen af banen var det nedrykket til trinbræt, og bygningen blev revet ned i begyndelsen af 1970'erne.